# كونفيرس (تكساس)
كونفيرس (بالإنجليزية: Converse, Texas)‏ هي مدينة تقع بولاية تكساس في شمال شرق الولايات المتحدة. تبلغ مساحة هذه المدينة 16.4 (كم²)، وترتفع عن سطح البحر 219 م، بلغ عدد سكانها 11508 نسمة في عام 2000 حسب إحصاء مكتب تعداد الولايات المتحدة وتصل الكثافة السكانية فيها 702 نسمة/كم2.

## التركيبة السكانية
حدّد مكتب تعداد الولايات المتحدة بيانات التركيبة السكانية لكونفيرس في تعداد الولايات المتحدة. في ما يلي، التركيبة السكانية حسب تعدادي 2000 و2010.

### تعداد عام 2000
بلغ عدد سكان كونفيرس 11,508 نسمة بحسب تعداد عام 2000، وبلغ عدد الأسر 3,837 أسرة وعدد العائلات 3,077 عائلة مقيمة في المدينة. في حين سجلت الكثافة السكانية 519.8 نسمة لكل كيلومتر مربع (1,346.3/ميل2). وبلغ عدد الوحدات السكنية 4,009 وحدة بمتوسط كثافة قدره 181.1 لكل كيلومتر مربع (469.0/ميل2).
وتوزع التركيب العرقي للمدينة بنسبة 69.39% من البيض و13.03% من الأمريكيين الأفارقة و0.56% من الأمريكيين الأصليين و2.20% من الأمريكيين ذوي الأصول الآسيوية و0.14% من سكان جزر المحيط الهادئ و10.65% من الأعراق الأخرى و4.04% من عرقين مختلطين أو أكثر و29.44% من الهسبانيون أو اللاتينيون من أي عرق.
بلغ عدد الأسر 3,837 أسرة كانت نسبة 49% منها لديها أطفال تحت سن الثامنة عشر تعيش معهم، وبلغت نسبة الأزواج القاطنين مع بعضهم البعض 61.5% من أصل المجموع الكلي للأسر، ونسبة 14.5% من الأسر كان لديها معيلات من الإناث دون وجود شريك، بينما كانت نسبة 4.2% من الأسر لديها معيلون من الذكور دون وجود شريكة وكانت نسبة 19.8% من غير العائلات. تألفت نسبة 15.5% من أصل جميع الأسر من عدة أفراد يعيشون في نفس المنزل ونسبة 3.2% كانت تتألف من شخص يعيش بمفرده يبلغ من العمر 65 عاماً أو أكثر. وبلغ متوسط حجم الأسرة المعيشية 2.94، أما متوسط حجم العائلات فبلغ 3.26.
بلغ العمر الوسطي للسكان 32.5 عاماً. وكانت نسبة 30.1% من القاطنين تحت سن الثامنة عشر، وكانت نسبة 8% بين الثامنة عشر والرابعة والعشرين عاماً، ونسبة 33.9% كانت واقعةً في الفئة العمرية ما بين الخامسة والعشرين والرابعة والأربعين عاماً، ونسبة 20.7% كانت ما بين الخامسة والأربعين والرابعة والستين، ونسبة 5.2% كانت ضمن فئة الخامسة والستين عاماً فما فوق. يوجد لكل 100 أنثى 96.0 ذكر، ويوجد لكل 100 أنثى في الثامنة عشر من عمرها فما فوق 90.3 ذكر.

### تعداد عام 2010
بلغ عدد سكان كونفيرس 18,198 نسمة بحسب تعداد عام 2010، وبلغ عدد الأسر 6,218 أسرة وعدد العائلات 4,724 عائلة مقيمة في المدينة. في حين سجلت الكثافة السكانية 822 نسمة لكل كيلومتر مربع (2,129.0/ميل2). وبلغ عدد الوحدات السكنية 6,627 وحدة بمتوسط كثافة قدره 299.3 لكل كيلومتر مربع (775.2/ميل2).
وتوزع التركيب العرقي للمدينة بنسبة 61.81% من البيض و21.08% من الأمريكيين الأفارقة و0.65% من الأمريكيين الأصليين و2.40% من الأمريكيين ذوي الأصول الآسيوية و0.39% من سكان جزر المحيط الهادئ و8.69% من الأعراق الأخرى و4.98% من عرقين مختلطين أو أكثر و37.70% من الهسبانيون أو اللاتينيون من أي عرق.
بلغ عدد الأسر 6,218 أسرة كانت نسبة 45.9% منها لديها أطفال تحت سن الثامنة عشر تعيش معهم، وبلغت نسبة الأزواج القاطنين مع بعضهم البعض 52.3% من أصل المجموع الكلي للأسر، ونسبة 18% من الأسر كان لديها معيلات من الإناث دون وجود شريك، بينما كانت نسبة 5.6% من الأسر لديها معيلون من الذكور دون وجود شريكة وكانت نسبة 24% من غير العائلات. تألفت نسبة 18.8% من أصل جميع الأسر من عدة أفراد يعيشون في نفس المنزل ونسبة 4% كانت تتألف من شخص يعيش بمفرده يبلغ من العمر 65 عاماً أو أكثر. وبلغ متوسط حجم الأسرة المعيشية 2.90، أما متوسط حجم العائلات فبلغ 3.30.
بلغ العمر الوسطي للسكان 31.9 عاماً. وكانت نسبة 30.6% من القاطنين تحت سن الثامنة عشر، وكانت نسبة 8.8% بين الثامنة عشر والرابعة والعشرين عاماً، ونسبة 30.1% كانت واقعةً في الفئة العمرية ما بين الخامسة والعشرين والرابعة والأربعين عاماً، ونسبة 23% كانت ما بين الخامسة والأربعين والرابعة والستين، ونسبة 7.4% كانت ضمن فئة الخامسة والستين عاماً فما فوق. وتوزع التركيب الجنسي للسكان بنسبة 47.6% ذكور و52.4% إناث.

## وصلات خارجية
- The US50 - Cities and Towns in Texas State